# Diploderma brevipes
Diploderma brevipes — вид ігуаноподібних ящірок родини агамових (Agamidae). Ендемік Тайваню.

## Поширення і екологія
Diploderma brevipes мешкають в горах Центрального хребта на острові Тайвань. Вони живуть в первинних і вторинних субтропічних лісах та на узліссях. Зустрічаються на висоті від 1100 до 2200 м над рівнем моря. Ведуть денний спосіб життя, живляться комахами та іншими дрібними безхребетними. Відкладають яйця,в кладці від 3 до 7 яєць. Сезон розмноження припадає на літо.